# Капу-Піскулуй (Мерішань, Арджеш)
Капу-Піскулуй (рум. Capu Piscului) — село у повіті Арджеш в Румунії. Входить до складу комуни Мерішань.
Село розташоване на відстані 124 км на північний захід від Бухареста, 18 км на північний захід від Пітешть, 104 км на північний схід від Крайови, 99 км на південний захід від Брашова.

## Населення
За даними перепису населення 2002 року у селі проживали 118 осіб. Усі жителі села рідною мовою назвали румунську.
Національний склад населення села:
| Національність | Кількість осіб | Відсоток |
| -------------- | -------------- | -------- |
| цигани         | 77             | 65,3%    |
| румуни         | 41             | 34,7%    |